# دافيد سيغير
دافيد سيغير (مواليد 30 نوفمبر 1990) هو لاعب كرة قدم مجري يلعب في مركز خط الوسط في نادي فيرينتسفاروشي.